# Maurice Santens
Maurice Leo Santens, né le 11 février 1895 à Bevere et décédé le 16 septembre 1968 à Audenarde fut un homme politique belge, membre du parti catholique.
Santens fut industriel dans le secteur textile.
Il fut conseiller communal (1926-) et échevin (1929-51) de Audenarde, sénateur (1950-65) de l'arrondissement d'Audenarde-Alost.

## Sources
- Bio sur ODIS